# Västerfjärden, Houtskär
Västerfjärden är en fjärd i Finland. Den ligger i Houtskär i landskapet Egentliga Finland, i den sydvästra delen av landet, 200 km väster om huvudstaden Helsingfors.
Västerfjärden avgränsas av Mossala i öster, Jöutmo i söder, Nåtaholm i sydväst, Loto i väster samt Furuskär i norr. Den ansluter till Mossala fjärden i norr, Mossala sund i öster och Djupfjärden i sydväst.